# Michelle Clunie
Michelle Renee Clunie (Portland (Oregon), 7 november 1969) is een Amerikaanse actrice.
Clunie is het meest bekend van haar rol als Melanie Marcus in de televisieserie Queer as Folk waar zij in 83 afleveringen speelde (2000-2005).

## Biografie
Clunie studeerde af aan de Academy of Professional Ballet. Na haar afstuderen verhuisde zij naar Los Angeles voor haar acteercarrière. Naast het acteren voor films en televisieseries is zij ook actief als toneelactrice en theaterproducente in lokale theaters. Ze heeft een zoon met regisseur Bryan Singer.

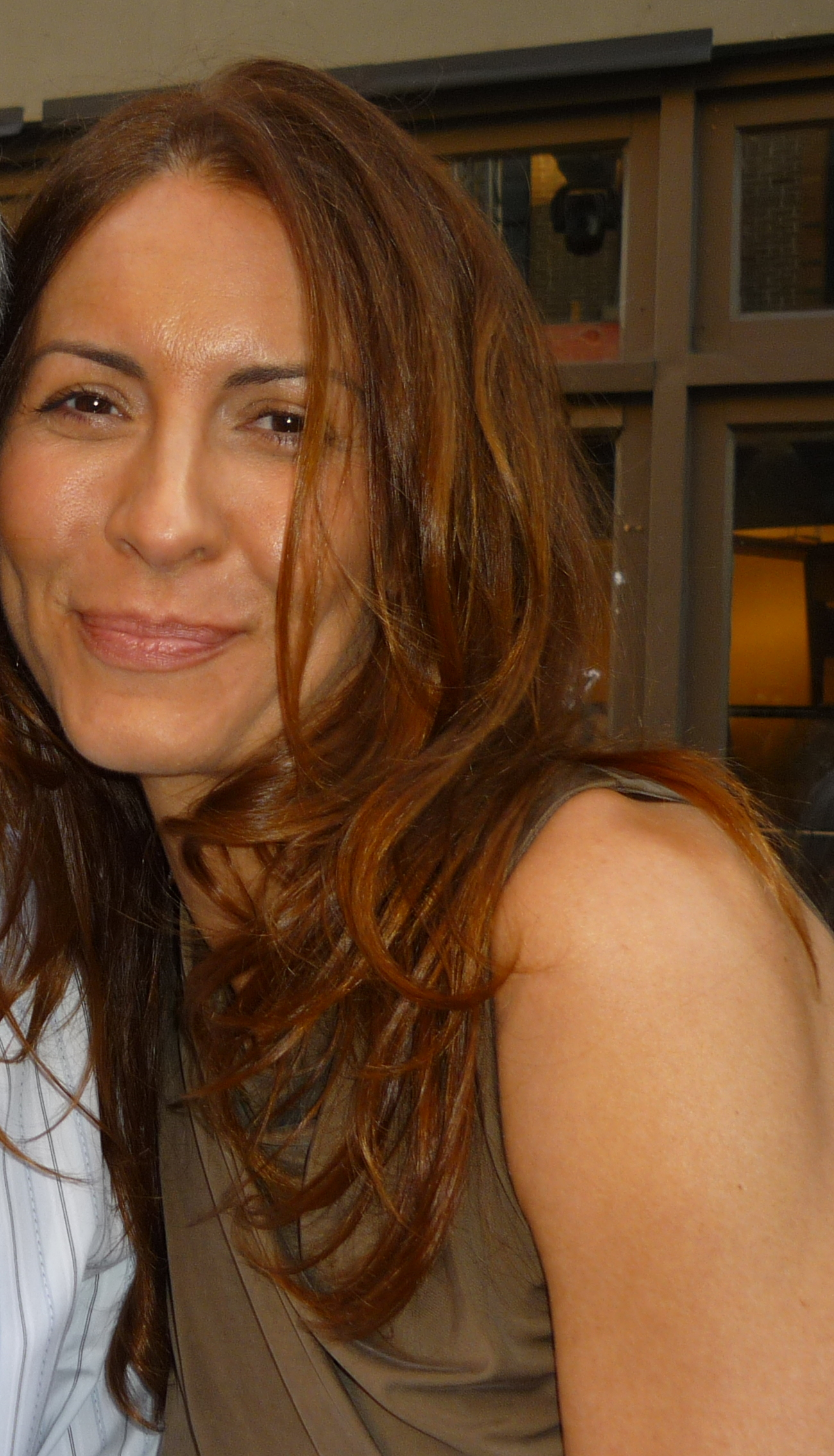
Michelle Clunie (2008)

## Filmografie

### Films
Uitgezonderd korte films.
- 2015 - A Sort of Homecoming – als volwassen Amy
- 2014 - Death Clique – als Tina
- 2012 - Magic Mike – als meisje van Dallas
- 2008 - Leaving Barstow – als Sandra
- 2008 - Solar Flare – als Jamie
- 2005 - The Unseen – als Kathleen
- 2002 - Damaged Care – als Gemma Coombs
- 1999 - Lost & Found – als Gail
- 1995 - The Usual Suspects – als schetsartieste
- 1994 - Another Midnight Run – als stewardess
- 1994 - Erotique – als slavin
- 1993 - Sunset Strip – als Jonesy
- 1993 - Jason Goes to Hell: The Final Friday – als Deborah

### Televisieseries
Selectie.
- 2015-2017 - Teen Wolf – als mrs. Finch – 9 afl.
- 2010-2011 - Make It or Break It – als Ellen Beals – 9 afl.
- 2000-2005 - Queer as Folk – als Melanie Marcus – 83 afl.
- 1996 - The Jeff Foxworthy Show – als DeeDee Landrow – 5 afl.

### Computerspellen
- 1996 - Eraser – Turnabout – als Grace Swanson
- 1992 - INXS: Make My Video – als Tiger

- Bibliothèque nationale de France: cb15108004b (data)
- Gemeinsame Normdatei: 139862331
- International Standard Name Identifier: 0000 0000 7848 3234
- Library of Congress Control Number: no2003038367
- Nationale Bibliotheek van Israël: 987007444832005171
- Nederlandse Thesaurus van Auteursnamen: 30867927X
- Système universitaire de documentation: 162542267
- Virtual International Authority File: 76612713
- WorldCat: E39PBJqfDRmQmBkCqMDhgdJVYP